# アンスウィ
アンスウィ（Ansouis）は、南フランスのヴォクリューズ県の村（コミューン）。アプト郡ペルチュイ小郡（14の市町村を含む）に属する。

## 歴史
アンスウィは、フォルカルキエ伯の封土の一つであったが、1178年に、フォルカルキエ女伯ガルサンド（Garsende）とレノン1世（Rainon I）・ド・サブランの結婚により、サブラン家に委ねられた。それから8世紀の間、アンスウィにはサブラン家の旗が翻っていた。サブラン家は男爵領の称号とともに、アンスウィの領主権を13世紀から17世紀の間保持していた。19世紀半ば、貴族院議員でサブラン公となったエルゼアール・ルイ・ゾジーム・ド・サブランがアンスウィ城を購入した。

## 観光
- アンスウィ城 - 起源は砦。12、13、15、19世紀に改修された。